# Julia Kudiess
Julia Gambatto Kudiess (Brasilia, 2 de enero de 2003) es una jugadora de voleibol brasileña, subcampeona del campeonato mundial, que juega como central en la Selección Brasileña de Voleibol Femenino y el Minas Tênis Clube.

## Carrera
Júlia juega en Minas TC desde las categorías inferiores. En 2018 debutó a nivel profesional y ya ganó varios títulos para el club.

### Selección brasileña
Desde las categorías inferiores fue convocada por la selección brasileña y tras una gran temporada en su club, fue convocada para competir en la Nations League,[¿cuándo?] donde logró jugar su primer partido contra China.
El 17 de julio de 2022, Júlia fue subcampeona con Brasil tras perder la final de la Liga de Naciones 2022 ante Italia por 3 sets a 0, en Ankara, Turquía. Los sets fueron 25-23, 25-22, 25-22.
El 15 de octubre de 2022, Júlia fue subcampeona con Brasil tras perder la final del Campeonato Mundial 2022 ante Serbia por 3 sets a 0, en Apeldoorn, Países Bajos. Los sets fueron de 26/24, 25/22 y 25/17.
El 19 de mayo de 2024, Júlia sufrió un esguince en la rodilla derecha en un partido entre Brasil y Estados Unidos de la VNL.
En 2025, Julia regresó a la selección de Brasil. Brasil terminó como subcampeón en la Liga de Naciones de Voleibol Femenino de 2025, y Julia ganó el premio a la Mejor Central. Rompió el récord de bloqueos del torneo con 63 bloqueos.